# Tristomella pricei
Tristomella pricei är en plattmaskart. Tristomella pricei ingår i släktet Tristomella och familjen Capsalidae. Inga underarter finns listade i Catalogue of Life.